# Ile warte jest ludzkie życie?
Ile warte jest ludzkie życie? (ang. Worth) – amerykański film biograficzny z 2020 roku w reżyserii Sary Colangelo. W głównych rolach wystąpili Stanley Tucci i Michael Keaton. Film miał premierę 24 stycznia 2020 roku na Sundance Film Festival.

## Fabuła
Po zamachu z 11 września Kongres Stanów Zjednoczonych wyznacza prawnika Kennetha Feinberga do zarządzania funduszem przeznaczonym do pomocy ofiarom, w którym jego zadaniem ma być wyznaczenie wysokości odszkodowań. Wycena strat poniesionych przez rodziny zmarłych okazuje się jednak zadaniem niemożliwym. Na drodze Feinberga staje zaangażowany w sprawę ze względu na śmierć w atakach swojej żony, działacz społeczny Charles Wolf, który uświadamia mu ludzki wymiar tragedii, jakie poniosły rodziny.

## Obsada
- Michael Keaton jako Kenneth Feinberg
- Stanley Tucci jako Charles Wolf
- Amy Ryan jako Camille Biros
- Tate Donovan jako Lee Quinn
- Laura Benanti jako Karen Donato
- Talia Balsam jako Dede Feinberg
- Chris Tardio jako Frank Donato
- Wass Stevens jako Jim
- Shunori Ramanathan jako Priya Khundi
- Victor Slezak jako John Ashcroft
- Carolyn Mignini jako Gloria Toms[1]

## Produkcja
Film kręcono w miejscowości Astoria w stanie Oregon w USA.

## Odbiór

### Reakcja krytyków
Film spotkał się z pozytywną reakcją krytyków. W agregatorze recenzji Rotten Tomatoes 82% z 99 recenzji uznano za pozytywne, a średnia ocen wyniosła 7,1 na 10. Z kolei w agregatorze Metacritic średnia ważona ocen z 25 recenzji wyniosła 67 punktów na 100.